# Ricardo Llovo
Ricardo José Llovo Otero (Santiago de Compostel·la, 1965) és un guionista, realitzador i director de cinema gallec.
El 1989 es va incorporar a TVG com a part de l'equip de realització i ha treballar per a programes tan coneguts com Xabarín Club. Aquesta faceta televisiva la combina amb treballs al cinema des de principis dels anys noranta. Ha dirigit i dirigit curtmetratges de ficció, documentals i fins i tot un llargmetratge.

## Filmografia
- A matanza caníbal dos garrulos lisérxicos (1993)
- Televapor (curtmetratge, 1997)
- Xinetes da tormenta (curtmetratge, 2001)
- Muxía, política na costa da Morte (documental, 2003)
- Pataghorobí (2005)
- Outro máis (2011)

## Premis
A la 3a edició dels Premis Mestre Mateo va guanyar el premi al millor realitzador pel programa Con C de Cultura. I a la 6a edició dels Premis Mestre Mateo tornà a guanyar el mateix premi per Historias de Galicia.